# جیکاب سیتی (فلوریدا)
جیکاب سیتی (به انگلیسی: Jacob City) شهری در شهرستان جکسون ایالت فلوریدا است که در سال ۱۹۸۳ بنیان‌گذاری شده‌است. این شهر طبق سرشماری سال ۲۰۱۰ میلادی، ۲۵۰ نفر جمعیت داشته و مساحت آن نیز ۸٫۳ کیلومتر مربع است.